# Coloration uniforme
| 111                                            | 112 | 123 |
| ---------------------------------------------- | --- | --- |
| Le pavage hexagonal a 3 colorations uniformes. |     |     |

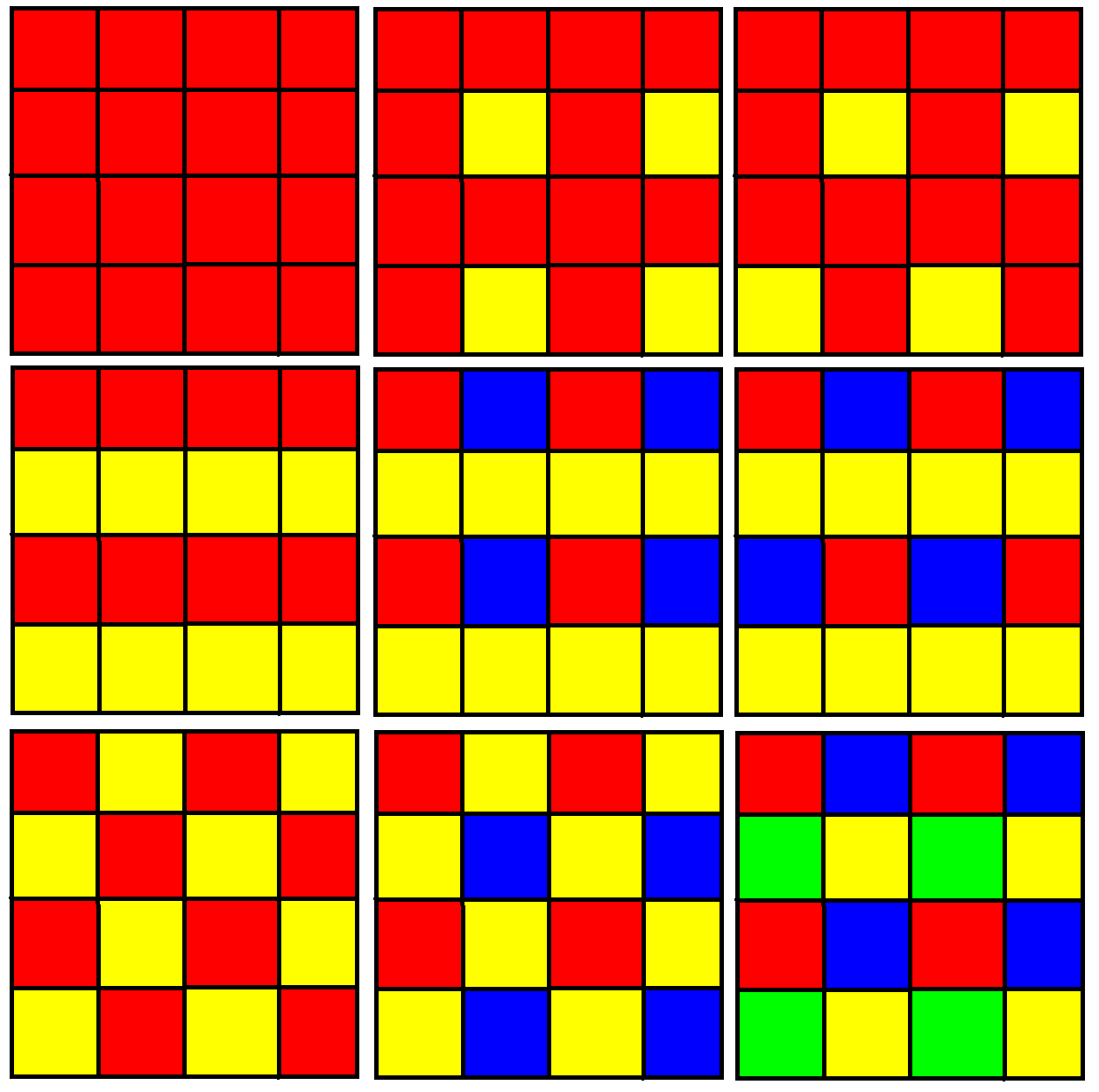
Le pavage carré possède 9 colorations uniformes :
1111, 1112(a), 1112(b),
1122, 1123(a), 1123(b),
1212, 1213, 1234.

En géométrie, une coloration uniforme est une propriété d'une figure uniforme ( pavage uniforme (en) ou polyèdre uniforme ) qui est colorée pour être isogonale. Différentes symétries peuvent être présentes sur une figure géométrique ayant des faces colorées suivant différents motifs uniformes de couleurs.

## Coloration n-uniforme
De plus, une coloration n -uniforme est une propriété d'une figure uniforme qui a n types de figure de sommet, qui sont collectivement isogonaux.

## Coloration archimédienne
Une coloration archimédienne est la coloration d'une figure de sommet répétée dans un arrangement périodique. Plus généralement, une coloration k -archimédienne compte k figures de sommets distinctement colorées.
Par exemple, la coloration archimédienne  d'un pavage triangulaire utilise deux couleurs (à gauche). Elle nécessite 4 couleurs pour devenir une coloration 2-uniforme (à droite) :
| Coloration archimédienne 111112 | Coloration 2-uniforme 112344 et 121434 |